# Everything (ソフトウェア)
Everythingは、2004年から開発されているファイル名での高速な検索を謳うwindows向けの検索ソフトウェアである。
バイナリファイルはパーミッシブ・ライセンスで配布されているが、オープンソースではない。

## 概要
Everythingを初めて起動すると、システム上のすべてのNTFSボリュームとReFSボリューム上のすべてのファイルとフォルダの名前のインデックスが作成される。NTFSの場合はNTFSマスターファイルテーブルから。デフォルトでは、マウントされたすべてのNTFSボリュームとReFSボリュームにインデックスが付けられます。インデックスが作成されると、アプリケーションによって継続的に更新されます。NTFS の場合、更新プログラムは NTFS 変更ジャーナルからフェッチされます。
任意のファイルシステム上の特定のフォルダもインデックスに追加できるが、NTFSまたはReFSを使用していないフォルダのインデックス作成は遅くなるが、完了したインデックスを使用した検索は遅くなる。
インデックス化されたドライブやフォルダで使用されているファイルシステムに関係なく、Everythingは、ユーザー検索式(ターゲットファイル名の一部または正規表現)に一致するファイル名をインデックスで検索し、検索語が入力されると中間結果と即時結果を表示する。
Everything はコンテンツのインデックスを作成せず、NTFS ドライブの場合、ファイルの更新をフィルター処理するために NTFS 変更ジャーナルのみに依存するため、NTFS ドライブで必要なファイル システム アクティビティはインデックスの更新のみであり、NTFS ドライブと ReFS ドライブのインデックス作成のみを行う場合は、メモリとプロセッサ時間をほとんど使用しません。
Take Command Consoleには、プログラムへのコマンドラインアクセスを可能にする内部コマンドが組み込まれています。